# (37565) 1988 VL3
1988 VL3 (asteroide 37565) é um asteroide da cintura principal. Possui uma excentricidade de 0.19416060 e uma inclinação de 14.50217º.
Este asteroide foi descoberto no dia 3 de novembro de 1988 por Tetsuya Fujii e Kazuro Watanabe em Kitami.